# Trofeo Nazionale di Lega Armando Picchi
Le Trofeo Nazionale di Lega Armando Picchi (en français : Trophée national de Ligue Armando Picchi) fut un tournoi italien de football organisé en 1971 par la Federazione Italiana Giuoco Calcio (FIGC) et la Lega Nazionale Professionisti en mémoire d'Armando Picchi.
Ce trophée fut l'idée d'Alberto Lievore, collaborateur d'Alvaro Marchini, et d'Italo Allodi, pour commémorer Armando Picchi, capitaine historique de l'Inter durant les années 1960, et décédé le 27 mai 1971 en Ligurie.
Au départ, il était initialement prévu que la compétition se déroule sur un rythme annuel pendant le mois de juin, avec la participation directe (suivant les règles de l'époque) des deux finalistes de la Coppa Italia et des deux premiers du classement en Serie A. Toutefois, des problèmes de superpositions de dates limitèrent l'organisation à une seule et unique édition.
Le tournoi se déroule donc en 1971 au mois de juin, et voit la participation de quatre équipes : Cagliari, l'Inter, la Juventus et la Roma.
La formule prévoit alors un premier tour dit à l'italienne à matchs uniques (sans aller-retour), avec une finale jouée à Rome entre le premier et le second du classement final. Il était également prévu une petite finale (également disputée à Rome) entre les deux autres équipes.

## Résultats

### Premier tour
1re journée
| 19 juin 1971 | Inter                                   | 3 – 1 | Juventus   | Stade San Siro, Milan                       |                                             |
| 21h00        | Bedin 44e · Mazzola 48e · Facchetti 85e |       | 76e Haller | Spectateurs : 40 000 Arbitrage : Michelotti | Spectateurs : 40 000 Arbitrage : Michelotti |
| 21h00        | Rapport                                 |       |            | Spectateurs : 40 000 Arbitrage : Michelotti | Spectateurs : 40 000 Arbitrage : Michelotti |

| 19 juin 1971 | AS Roma                               | 3 – 2 | Cagliari         | Stade olympique, Rome                       |                                             |
| 18h30        | Vieri 73e · La Rosa 74e · Franzot 84e |       | 65e 88e Brugnera | Spectateurs : 30 000 Arbitrage : Barbaresco | Spectateurs : 30 000 Arbitrage : Barbaresco |
| 18h30        | Rapport                               |       |                  | Spectateurs : 30 000 Arbitrage : Barbaresco | Spectateurs : 30 000 Arbitrage : Barbaresco |

2e journée
| 23 juin 1971 | Cagliari | 1 – 1 | Inter          | Stade Sant'Elia, Cagliari                  |                                            |
|              | Riva 9e  |       | 24e Frustalupi | Spectateurs : 19 000 Arbitrage : Gianluisi | Spectateurs : 19 000 Arbitrage : Gianluisi |
|              | Rapport  |       |                | Spectateurs : 19 000 Arbitrage : Gianluisi | Spectateurs : 19 000 Arbitrage : Gianluisi |

| 23 juin 1971 | AS Roma                   | 2 – 2 | Juventus                  | Stade olympique, Rome |                     |
| 21h00        | La Rosa 7e · Scaratti 45e |       | 5e Anastasi · 41e Bettega | Arbitrage : Panzino   | Arbitrage : Panzino |
| 21h00        | Rapport                   |       |                           | Arbitrage : Panzino   | Arbitrage : Panzino |

3e journée
| 26 juin 1971 | Inter              | 2 – 1 | AS Roma       | Stade San Siro, Milan                  |                                        |
|              | Boninsegna 80e 85e |       | 86e Santarini | Spectateurs : 10 000 Arbitrage : Trono | Spectateurs : 10 000 Arbitrage : Trono |
|              | Rapport            |       |               | Spectateurs : 10 000 Arbitrage : Trono | Spectateurs : 10 000 Arbitrage : Trono |

| 26 juin 1971 | Juventus         | 1 – 1 | Cagliari | Stade communal, Turin |                      |
|              | Viola 59e (pen.) |       | 30e Nené | Arbitrage : Lattanzi  | Arbitrage : Lattanzi |
|              | Rapport          |       |          | Arbitrage : Lattanzi  | Arbitrage : Lattanzi |

#### Tableau et classement
|  |    | Classement équipes | Pts | MJ | V | N | D | BP | BC | Dif |
|  | -- | ------------------ | --- | -- | - | - | - | -- | -- | --- |
|  | 1. | Inter              | 5   | 3  | 2 | 1 | 0 | 6  | 3  | +3  |
|  | 2. | AS Roma            | 3   | 3  | 1 | 1 | 1 | 6  | 6  | 0   |
|  | 3. | Cagliari           | 2   | 3  | 0 | 2 | 1 | 4  | 5  | -1  |
|  | 4. | Juventus           | 2   | 3  | 0 | 2 | 1 | 4  | 6  | -2  |

|          | Cagliari | Inter | Juventus | Roma  |
| Cagliari |          | 1 – 1 |          |       |
| Inter    |          |       | 3 – 1    | 2 – 1 |
| Juventus | 1 – 1    |       |          |       |
| Roma     | 3 – 2    |       | 2 – 2    |       |

### Tour final
Match pour la 3e place
| 29 juin 1971 | Juventus                 | 2 – 1 | Cagliari     | Stade olympique, Rome                    |                                          |
| 19h15        | Anastasi 32e · Viola 81e |       | 88e Nastasio | Spectateurs : 80 000 Arbitrage : Toselli | Spectateurs : 80 000 Arbitrage : Toselli |
| 19h15        | Rapport                  |       |              | Spectateurs : 80 000 Arbitrage : Toselli | Spectateurs : 80 000 Arbitrage : Toselli |

Finale
| 29 juin 1971 | Inter   | 0 – 1 | AS Roma       | Stade olympique, Rome                     |                                           |
| 21h15        |         |       | 6e Cappellini | Spectateurs : 80 000 Arbitrage : Angonese | Spectateurs : 80 000 Arbitrage : Angonese |
| 21h15        | Rapport |       |               | Spectateurs : 80 000 Arbitrage : Angonese | Spectateurs : 80 000 Arbitrage : Angonese |

## Buteurs
| Rang | Buteur             | Club     | Buts |
| ---- | ------------------ | -------- | ---- |
| 1.   | Pietro Anastasi    | Juventus | 2    |
| 1.   | Fernando Viola     | Juventus | 2    |
| 1.   | Roberto Boninsegna | Inter    | 2    |
| 1.   | Mario Brugnera     | Cagliari | 2    |
| 1.   | Giacomo La Rosa    | AS Roma  | 2    |
| 2.   | Renato Cappellini  | AS Roma  | 1    |
| 2.   | Corrado Nastasio   | Cagliari | 1    |
| 2.   | Nené               | Cagliari | 1    |
| 2.   | Sergio Santarini   | AS Roma  | 1    |
| 2.   | Francesco Scaratti | AS Roma  | 1    |
| 2.   | Roberto Bettega    | Juventus | 1    |
| 2.   | Mario Frustalupi   | Inter    | 1    |
| 2.   | Luigi Riva         | Cagliari | 1    |
| 2.   | Walter Franzot     | AS Roma  | 1    |
| 2.   | Roberto Vieri      | AS Roma  | 1    |
| 2.   | Giacinto Facchetti | Inter    | 1    |
| 2.   | Alessandro Mazzola | Inter    | 1    |
| 2.   | Gianfranco Bedin   | Inter    | 1    |
| 2.   | Helmut Haller      | Juventus | 1    |